# خوليو جوميز
خوليو جوميز هو شخصية أعمال كوبي، ولد في 1960.